# Фьючер (футбольный клуб)
«Фьючер» (араб. نادي فيوتشر لكرة القدم‎), ранее известный как «Кока-Кола» (араб. نادي كوكاكولا لكرة القدم‎) — египетский футбольный клуб из Каира. С сезона 2021/22 выступает в Египетской Премьер-лиге.

## История
Был образован в 2011 году египетским отделением The Coca-Cola Company, получив название в честь компании. Начав играть в низших лигах, в сезоне 2015/16 команда выиграла группу E Третьего дивизиона, обеспечив себе выход в полупрофессиональный Второй дивизион. В нём клуб выступал четыре года, пока в сезоне 2020/21 не занял первое место в группе B и впервые в своей истории не вышел в Премьер-лигу.
2 сентября 2021 года, меньше чем за два месяца до начала сезона 2021/22, компания по спортивным инвестициям Future объявила о покупке клуба за 80 миллионов египетских фунтов (примерно 4 миллиона евро) и о переименовании клуба в «Фьючер». В первом своём сезоне в высшем дивизионе клуб занял пятое место, что не давало права выступать в континентальных кубках. Но так как чемпионат не завершился к сроку, назначенному КАФ, «Фьючер», занимавший после двадцать четвёртого тура третье место, получил путёвку в Кубок конфедерации. Кроме того, команде удалось в том же сезоне выиграть первый в истории Кубок Египетской премьер-лиги, разгромив в финале «Газль Эль-Махалла»

## Выступления в афрокубках
Данные на 5 июня 2023 года
| Сезон   | Турнир                 | Раунд | Соперник                    | 1 матч | 2 матч           |
| ------- | ---------------------- | ----- | --------------------------- | ------ | ---------------- |
| 2022/23 | Кубок Конфедерации КАФ | 1Р    | «Бул» Джинджа               | 0 : 0  | 0 : 1            |
|         |                        | 2Р    | «Каллон» Фритаун            | 0 : 2  | 4 : 0            |
|         |                        | ПО    | «Примейру ди Агошту» Луанда | 1 : 1  | 1 : 1 (по п.3-2) |
|         |                        | Гр. C | АСКО Кара                   | 0 : 3  | 0 : 3            |
|         |                        |       | «ФАР» Рабат                 | 0 : 2  | 0 : 3            |
|         |                        |       | «Пирамидз» Каир             | 1 : 1  | 3 : 0            |

- Домашние игры выделены жирным шрифтом

## Достижения

### Внутренние
- Кубок Египетской премьер-лиги: 2022